# Shine On, Harvest Moon
Shine On Harvest Moon (também conhecido como Shine On, Harvest Moon) é uma canção interpretada pela dupla americana de vaudeville Nora Bayes e Jack Norworth. Norworth leva o texto em consideração em termos de composição. Em 1908, aparece na crítica nova-iorquina de Ziegfeld Follies, que foi um grande sucesso. Shine On Harvest Moon sempre foi escrito com a lua como tema; em seu geval de lua cheia, em inglês "Harvest Moon".
Durante a era do vaudeville, as canções eram frequentemente vendidas imediatamente e o comprador era creditado como o compositor. Who's Who in Musicals, de John Kenrick, credita os escritores da música como Edward Madden e Gus Edwards. No entanto, All the Years of American Popular Music, de David Ewen, dá crédito a Dave Stamper, que contribuiu com canções para 21 edições do Ziegfeld Follies e foi pianista de Bayes de 1903 a 1908. O comediante de vaudeville Eddie Cantor também deu crédito a Stamper em seu livro de 1934, Ziegfeld - The Great Glorifier.
As primeiras gravações de sucesso comercial foram feitas em 1909 por Harry Macdonough e Elise Stevenson (Victor 16259), Ada Jones e Billy Murray (Edison 10134), Frank Stanley e Henry Burr (Indestructable 1075) e Bob Roberts (Columbia 668).

## Mídia
A música tem uma longa história com filmes de Hollywood. Em 1932, Dave Fleischer dirigiu um curta de animação intitulado Shine On Harvest Moon. Um western de Roy Rogers de 1938 recebeu o nome da canção, assim como um filme biográfico de 1944 sobre Bayes e Norworth.
A música apareceu em dezenas de filmes, incluindo Along Came Ruth (1933) e The Great Ziegfeld (1936). Laurel e Hardy executaram uma rotina de música e dança (Hardy cantando e ambos dançando) ao som da música em seu filme RKO de 1939, The Flying Deuces. A música também foi apresentada em A Tree Grows in Brooklyn (1945), The Eddy Duchin Story (1956) e Pennies from Heaven (1978). Houve também uma popular comédia dramática britânica dos anos 1980 chamada Shine on Harvey Moon. A música foi apresentada no videogame BioShock Infinite de 2013. Foi referenciado por Don Rickles no Friars Club de Jerry Lewis em 1971, quando ele disse: "Apenas espere e ore, Brilhe na Lua da Colheita, eles sabem." No episódio The Benefit de I Love Lucy de 1952, a música é referenciada e o refrão é cantado. E Gidney e Cloyd, as criaturas da lua, executaram a primeira linha do refrão em um episódio de Rocky and His Friends em 1959-60, mas cantaram "Shine on Harvest Earth". A música também foi cantada no episódio piloto da minissérie do Cartoon Network, Over the Garden Wall. O episódio "The Key to the Nile" dos Backyardigans apresentou uma música chamada "Please and Thank You" ao som dessa música.